# 吳賢慶
吳賢慶（1970年3月25日—），韓國女演員，曾一度改名為吳尚芝（韓語：오상지）。

## 簡介
1989年獲得韓國小姐冠軍，翌年角逐環球小姐，與香港的陳法蓉同屆。
曾任教於公州映像學院（今韓國映像學院）的兼任教授。
2007年，於《糟糠之妻俱樂部》中飾演羅花莘，與李尚禹飾演的具世宙展開全新的人生。
2009年，在台灣東森綜合台播出後，與李尚禹深受台灣觀眾喜愛。

## 經歷
- 1998年：因為被人偷拍性愛錄影帶事件暫停演藝事業10年以及移民美國，2004年嫁入豪門並且育有一女，但4年后宣告婚姻失敗，於2007年通過SBS《糟糠之妻俱樂部》再次復出。
- 1998年：公州映像學院（今韓國映像學院）兼任教授
- 2003年：JY GOLF代表
- 2003年：Hyumonkomu理事

## 演出作品

### 電視劇
- 1989年：KBS《野望的歲月》
- 1988年：KBS《愛情花盛開的樹》
- 1990年：KBS《暴風雨中》
- 1991年：SBS《輕聲細語》
- 1992年：MBC《芒草風》
- 1994年：KBS《員警》
- 1994年：KBS《野菊》
- 1994年：SBS《這男人的生活方式》
- 1994年：MBC《兒子的女朋友》
- 1995年：KBS《製造男人》
- 1995年：KBS《顏色》
- 1995年：KBS《野望的火花》
- 1996年：KBS《遙遠的國度》
- 1997年：KBS《三個女人 》
- 1997年：SBS《因為愛》
- 2007年：SBS《大老婆的反擊》飾演 羅花莘
- 2009年：MBC《穿透屋頂的High Kick》飾演 李賢慶
- 2009年：tvN《丈夫死了》飾演 徐洪珠
- 2010年：MBC《Gloria》飾演 羅真珠
- 2011年：tvN《Birdie Buddy》飾演 閔世花
- 2011年：SBS《加油！歐巴桑》飾演 姜金花
- 2011年：SBS《守護老闆》飾演 張秘書的相親對象（客串）
- 2012年：SBS《大風水》飾演 水蓮凱
- 2013年：tvN《驚豔的她》飾演 趙雅拉
- 2013年：KBS《鯊魚》飾演 劉宣英
- 2013年：KBS《王家一家人》飾演 王秀璞
- 2014年：MBC《湔雪的魔女》飾演 孫鳳琴
- 2015年：tvN《不哭鳥》飾演 千美瓷
- 2016年：SBS《美女孔心》飾演 朱在奮
- 2016年：KBS《月桂樹西裝店的紳士們》飾演 李東淑
- 2018年：KBS《Radio Romance》飾演 南珠霞
- 2018年：MBC《與神的約定》飾演 金在熙
- 2020年：TV朝鮮《偶然的家族》飾演 吳賢慶
- 2021年: tvN 《我的室友是九尾狐》飾演 金賢慶
- 2021年: tvN 《你是我的春天》飾演 文美爛
- 2021年：KBS《紳士與小姐》飾演 車蓮實
- 2022年：JTBC《The Empire：法之帝國》飾演 李愛憲
- 2023年：tvN《閃亮的西瓜》飾演 申雅英（特別出演）
- 2024年：KBS1《幸運的我們》飾演 蔡善英
- 2024年：TVING《大都市的爱情法》饰演 恩淑
- 2024年：MBC《 現在撥打的電話 》饰演 金妍姬

### 電影
- 2015年：《二十》
- 2023年：《虽然只是弄丢了手机》饰演 吴社长

## 獲獎
- 1989年：第34屆韓國小姐冠軍
- 1990年：KBS演技大賞－新人獎
- 2008年：第16屆大韓民國文化演藝大獎－電視女演員獎
- 2008年：SBS演技大賞－連續劇女子優秀演技獎、十大明星獎
- 2014年：SBS演技大賞－女子獨幕劇特別演技賞
- 2015年：MBC演技大賞－女子特別企劃劇優秀演技賞

## 外部連結
- NAVER（页面存档备份，存于）
- 官網（页面存档备份，存于）
- 吳賢慶的Instagram帳戶